# الرومان في إفريقيا جنوب الصحراء

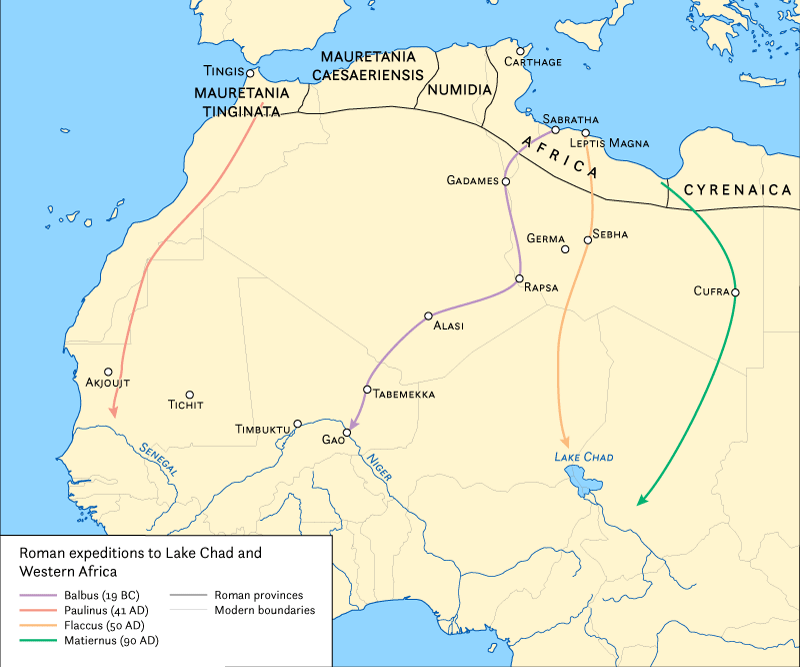
بعثات رومانية إلى أفريقيا جنوب الصحراء غرب نهر النيل

بين القرن الأول قبل الميلاد والقرن الرابع الميلادي، قامت مجموعات من الوحدات العسكرية والتجارية من الرومان بعدة حملات واستكشافات إلى بحيرة تشاد غرب أفريقيا حيث انتقلوا عبر الصحراء إلى داخل إفريقيا وساحلها. كان الدافع الأساسي للبعثات هو تأمين مصادر الذهب والتوابل.

## مميزات
نظم الرومان رحلات استكشافية لعبور الصحراء عبر خمسة طرق مختلفة:
- عبر الصحراء الغربية باتجاه نهر النيجر بالقرب من تمبكتو الحديثة
- عبر جبال تيبستي باتجاه بحيرة تشاد ونيجيريا الحديثة
- فوق وادي النيل عبر إيجبتوس (مصر)، باتجاه الوادي المتصدع الكبير
- على طول الساحل الغربي لأفريقيا، باتجاه نهر السنغال
- على طول ساحل البحر الأحمر، باتجاه القرن الأفريقي، وربما زنجبار الحديثة.

كل هذه الحملات كانت مدعومة من قبل الفيلق وكان لها غرض تجاري بشكل أساسي. فقط الأمر الذي قاده الإمبراطور نيرو بدا وكأنه كان استعدادًا لغزو إثيوبيا أو النوبة؛ في عام 62 بعد الميلاد، قام اثنان من الفيلق باستكشاف مصادر النيل.
كان أحد الأهداف الرئيسية للاستكشافات هو تحديد مكان الذهب والحصول عليه، باستخدام الجمال لنقله برًا إلى المقاطعات الرومانية على ساحل البحر الأبيض المتوسط.
كانت الاستكشافات بالقرب من السواحل مدعومة بالسفن الرومانية وترتبط ارتباطًا وثيقًا بالتجارة الخارجية.

## الاستكشافات الرئيسية
أجرى الرومان خمسة استكشافات رئيسية: اثنان في الصحراء الغربية واثنان في الصحراء الوسطى وواحد في منطقة بحيرة تشاد.

### بعثات الصحراء المغربية
في الصحراء المغربية، كانت هناك حملتان رومانيتان، جنوب جبال الأطلس:
- بعثة كورنيليوس بالبوس:[4] كانت أول رحلة استكشافية قام بها الرومان في الصحراء - وفقًا لبلينيوس الأكبر - هي رحلة كورنليوس بالبيس، التي ربما وصلت عام 19 قبل الميلاد إلى نهر النيجر بالقرب من تمبكتو. لقد انتقل من صبراتة الليبية وغزا بعشرة آلاف من الجيوش عاصمة جرمنت في فزان وأرسل مجموعة صغيرة من جيوشه إلى الجنوب عبر جبال هقار لاستكشاف «أرض الأُسُود». لقد وجدوا نهر النيجر والذي ظنوا في رأيهم أنه كان يصب في نهر النيل. في الواقع، عُثر في عام 1955 على العديد من العملات المعدنية الرومانية وبعض الخزف اللاتيني في منطقة مالي.
- رحلة سوتونيوس بولينوس الاستكشافية: تم تنفيذ الثانية في عام 41 بعد الميلاد من قبل سوتونيوس بولينوس، القنصل الروماني، الذي كان أول الرومان الذين قادوا جيشًا عبر سلسلة جبال الأطلس. لقد وصل في نهاية مسيرة العشرة أيام إلى قمة الجبال المغطاة بالثلوج وبعد ذلك وصل إلى نهر يسمى جرج. ثم توغل في البلد شبه المهجور جنوب المغرب وربما ذهب بعض فيلقه بالقرب من نهر داراس (نهر السنغال الحديث).

من القرن الأول الميلادي توجد أدلة (عملات، وشظية) على التجارة الرومانية والاتصالات في أكجوجت وتامكارتكارت بالقرب تيشيت في موريتانيا.

### بعثات الصحراء الوسطى
الاستكشافان الرئيسيان / البعثات الاستكشافية في الصحراء الوسطى هما:
- رحلة فلاكوس: خلال أوقات أغسطس، كانت بحيرة تشاد ضخمة، وقد نُفذت بعثتان رومانيتان للوصول إليها: وصل سيبتيموس فلاكوس وجوليوس ماتيرنوس إلى «بحيرة فرس النهر» (كما أطلق عليها بطليموس اسم بحيرة تشاد). لقد انتقلوا من طرابلس الساحلية ومروا بالقرب من جبال تيبستي. قام كلاهما ببعثاتهما عبر أراضي جرمنت، وتمكنا من ترك حامية صغيرة على «بحيرة فرس النهر ووحيد القرن» بعد 3 أشهر من السفر في الأراضي الصحراوية.

كتب بطليموس أنه في عام 50 بعد الميلاد قام سيبتيموس فلاكوس برحلته من أجل الانتقام من الغزاة البدو الذين هاجموا لبدة الكبرى، ووصل إلى سبها وإقليم أوزو. ثم وصل إلى أنهار بحر أرجويج وشاري ولوجون في منطقة بحيرة تشاد، التي توصف بأنها «أرض الإثيوبيين» (أو الرجال السود) وسماها أجيسمبا.
- رحلة ماتيرنوس: كتب بطليموس أن يوليوس ماتيرنوس قام حوالي عام 90 بعد الميلاد برحلة استكشافية تجارية بشكل أساسي. وصل من خليج سرت إلى واحة الكفرة وواحة أرشي، ثم وصل - بعد 4 أشهر من السفر مع ملك الجرمنت - إلى نهر سلامات وبحر عوك، بالقرب من جمهورية أفريقيا الوسطى الحديثة في منطقة آنذاك تسمى أجيسمبا. عاد إلى روما مع وحيد القرن ذو قرنين، والذي ظهر في الكولوسيوم.[6]

وفقًا لرافائيل جوردي، كان ماتيرنوس دبلوماسيًا استكشف مع ملك الجرمنت المنطقة الواقعة جنوب جبال تيبستي، بينما شن هذا الملك حملة عسكرية ضد الرعايا المتمردين أو أن قد استكشف بصفته «رازيا».

### منطقة نهر النيجر
ومع ذلك، يعتقد بعض المؤرخين (مثل سوزان رافين) أن هناك حملة رومانية أخرى إلى وسط أفريقيا جنوب الصحراء الكبرى: رحلة فاليريوس فيستوس، والتي كان من الممكن أن تصل إلى أفريقيا الاستوائية بفضل نهر النيجر.
- بعثة فيستوس: كتب بلينيوس الأكبر أن الفيلق الأوغسطي الثالث المسمى فيستوس قد كرر، في عام 70 بعد الميلاد، رحلة بالبوس نحو نهر النيجر.[9] ذهب فيلق فيستوس إلى جبال هقار الشرقية ودخل جبال آير حتى سهل جدوفاوة. تقع جدوفاوة (التي تعني بلغة الطوارق «المكان الذي تخشى الإبل أن تذهب إليه») في صحراء تينيري في النيجر، وهي معروفة بمقابرها الأحفورية الواسعة، حيث تم العثور على بقايا ساركوسوكس إمبيراتور، المعروف باسم SuperCroc). وصل الفيلق أخيرًا إلى المنطقة التي تقع فيها تمبكتو الآن. يعتقد بعض الأكاديميين، مثل فايغ،[10] أنه وصل فقط إلى منطقة غات في جنوب ليبيا بالقرب من الحدود مع جنوب الجزائر والنيجر. ومع ذلك، من الممكن أن يكون عدد قليل من جيوشه قد وصل إلى نهر النيجر ونزل إلى الغابات الاستوائية حيث أبحروا في النهر إلى مصب النهر في ما يعرف الآن بنيجيريا. ربما حدث شيء مشابه أثناء استكشاف النيل تحت حكم الإمبراطور نيرو.

## الاستكشافات البحرية
نظم الملك التابع للرومان يوبا الثاني تجارة ناجحة من منطقة وليلي. ذكر بلينيوس الأكبر، الذي لم يكن كاتبًا فحسب، بل كان أيضًا ضابطًا عسكريًا، استنادًا لروايات يوبا الثاني، ملك موريتانيا في القرن الأول الميلادي، أن رحلة استكشافية رومانية من موريتانيا زارت جزر أرخبيل جزر الكناري وماديرا حوالي عام 10 بعد الميلاد ووجدت أطلالًا كبيرة دون سكان، فقط كلاب (أساس اسم جزر الكناري).
وفقًا لبلينيوس الأكبر، قامت بعثة من الموريتانيين أرسلها يوبا الثاني إلى الأرخبيل بزيارة الجزر عندما أرسل الملك يوبا الثاني فرقة لإعادة فتح منشأة إنتاج الصبغة في موغادور (الاسم التاريخي لمدينة الصويرة المغربية) في أوائل القرن الأول الميلادي، تم إرسال القوة البحرية ليوبا لاحقًا لاستكشاف جزر الكناري وماديرا وربما جزر الرأس الأخضر، مستخدمين موغادور كقاعدة لهم.
ووفقًا لبلينيوس، فقد ذكر المغني اليوناني زينوفون لامبساكوس أن "Gorgades" (جزر الرأس الأخضر) كانت تقع على بعد يومين من "Hesperu Ceras" (حاليًا كاب فيرت)، في أقصى غرب القارة الأفريقية، مما يدل على معرفة منطقة من قبل الرومان.
علاوة على ذلك، وفقًا لبلينيوس واستشهاده بقلم جايوس يوليوس سولينوس، فإن رحلة البحر عبر الزمن من Gorgades (الرأس الأخضر) إلى جزر ليديز أوف ذا ويست («هيسبيريدس»)  المعروفة الآن باسم ساو تومي وبرينسيب وفرناندو بو) استغرقت حوالي 40 يومًا: هذه الحقيقة دفعت إلى مناقشات أكاديمية حول إمكانية قيام المزيد من الرحلات الرومانية نحو غينيا وحتى خليج غينيا. تم العثور على عملة رومانية للإمبراطور تراجان في الكونغو.
تم العثور على عملات رومانية أخرى في نيجيريا والنيجر، وكذلك في غينيا وتوغو وغانا. ومع ذلك، فمن المرجح أن تكون جميع هذه العملات قد تم تقديمها في وقت لاحق بكثير من وجود اتصال روماني مباشر حتى الآن أسفل الساحل الغربي. لم يتم اكتشاف أي سلعة واحدة منشؤها بشكل واضح في أفريقيا جنوب خط الاستواء في العالم اليوناني الروماني أو في شبه الجزيرة العربية المعاصرة، ولا يوجد أي ذكر لمثل هذه السلع في السجلات المكتوبة: في حين أن العملات المعدنية هي السلع الأوروبية أو العربية القديمة الوحيدة التي تم العثور عليها في الأجزاء الوسطى من أفريقيا.
قرر الإمبراطور أغسطس أنه يجب أيضًا محاولة الإبحار حول أفريقيا (في عام 1 قبل الميلاد). كان للرومان موقعان بحريان في الساحل الأطلسي لأفريقيا: شالا كولونيا بالقرب من الرباط الحالية وموغادور في جنوب المغرب (شمال أكادير). ازدهرت جزيرة موغادور من صناعة الصبغ الأرجواني المحلية (التي تحظى بتقدير كبير في روما الإمبراطورية) من عهود أغسطس حتى سيبتيموس سيفيروس. وبناءً على اكتشاف سفينة تجارية غارقة من جنوب هسبانيا في منطقة جيبوتي (تم بواسطة ابنه بالتبني غايوس قيصر عندما أبحر باتجاه عدن)، فقد أراد تنظيم رحلة استكشافية من مصر إلى موغادور وشالا حول أفريقيا، ولكن يبدو أن الرحلة لم تحدث قط.

## فهرس
- Coleman De Graft-Johnson, John. African glory: the story of vanished Negro civilizations. Black Classic Press. New York, 1986 (ردمك 0933121032)
- Fage, JD. The Cambridge History of Africa Volume 2. Cambridge University Press. Cambridge, 1979 (ردمك 0521215927)
- Mattern, Susan. Rome and the enemy: imperial strategy in the principate. University of California Press. San Francisco, 2002 (ردمك 0520236831)
- Miller, J. Innes. The Cinnamon Route in the Spice Trade of the Roman Empire. University Press. Oxford, 1996 (ردمك 0-19-814264-1)
- Raven, Susan. Rome in Africa. Publisher Routledge. London, 2012 (ردمك 113489239X)
- Roth, Jonathan. The logistics of the Roman Army at war (264 B.C. – A.D. 235). Köln : Brill, 1998 (Columbia studies in the classical tradition ; Vol. 23) (ردمك 90-04-11271-5)
- The Cambridge History of Africa, Volume 2 (from CA. 500 B.C. to A.D. 1050). Michael Crowder (& J. Fage). Cambridge University Press, 1975 ISBN (ردمك 052122215X)